# Desa Muara Beliti Baru
Desa Muara Beliti Baru is een bestuurslaag in het regentschap Musi Rawas van de provincie Zuid-Sumatra, Indonesië. Desa Muara Beliti Baru telt 1451 inwoners (volkstelling 2010).